# Indotipula malaica
Indotipula malaica är en tvåvingeart som först beskrevs av Edwards 1932.  Indotipula malaica ingår i släktet Indotipula och familjen storharkrankar. Inga underarter finns listade i Catalogue of Life.